# العلاقات الكيريباتية المنغولية
العلاقات الكيريباتية المنغولية هي العلاقات الثنائية التي تجمع بين كيريباتي ومنغوليا.

## مقارنة بين البلدين
هذه مقارنة عامة ومرجعية للدولتين:
| وجه المقارنة                                              | كيريباتي                        | منغوليا         |
| --------------------------------------------------------- | ------------------------------- | --------------- |
| المساحة (كم2)                                             | 811                             | 1.57 مليون      |
| عدد السكان (نسمة)                                         | 116.40 ألف                      | 3.08 مليون      |
| الكثافة السكانية (ن./كم²)                                 | 14.35 ألف                       | 1.96            |
| العاصمة                                                   | جنوب تاراوا                     | أولان باتور     |
| اللغة الرسمية                                             | لغة إنجليزية، اللغة الكيريباتية | اللغة المنغولية |
| العملة                                                    | دولار كريباتي، دولار أسترالي    | توغروغ منغولي   |
| الناتج المحلي الإجمالي (بليون دولار)                      | 196.15 مليون                    | 11.49 مليار     |
| الناتج المحلي الإجمالي (تعادل القوة الشرائية) بليون دولار | 224.26 مليون                    | 36.16 مليار     |
| الناتج المحلي الإجمالي الاسمي للفرد دولار أمريكي          | 1.42 ألف                        | 3.97 ألف        |
| الناتج المحلي الإجمالي للفرد دولار أمريكي                 | 1.81 ألف                        | 11.95 ألف       |
| مؤشر التنمية البشرية                                      | 0.590                           | 0.727           |
| رمز المكالمات الدولي                                      | +686                            | +976            |
| رمز الإنترنت                                              | .ki                             | .mn             |
| المنطقة الزمنية                                           |                                 | ت ع م+08:00     |

## منظمات دولية مشتركة
يشترك البلدان في عضوية مجموعة من المنظمات الدولية، منها:
| علم المنظمة | اسم المنظمة                   | تاريخ انضمام كيريباتي | تاريخ انضمام منغوليا |
| ----------- | ----------------------------- | --------------------- | -------------------- |
|             | منظمة حظر الأسلحة الكيميائية  | ?                     | ?                    |
|             | البنك الدولي للإنشاء والتعمير | 29 سبتمبر 1986        | 14 فبراير 1991       |
|             | الأمم المتحدة                 | 14 سبتمبر 1999        | 27 أكتوبر 1961       |
|             | بنك التنمية الآسيوي           | 1974                  | 1991                 |
|             | يونسكو                        | 24 أكتوبر 1989        | 1 نوفمبر 1962        |
|             | مؤسسة التنمية الدولية         | 2 أكتوبر 1986         | 14 فبراير 1991       |
|             | مؤسسة التمويل الدولية         | 2 أكتوبر 1986         | 14 فبراير 1991       |
|             | الاتحاد البريدي العالمي       | ?                     | ?                    |
|             | الاتحاد الدولي للاتصالات      | 3 نوفمبر 1986         | 27 أغسطس 1964        |

## وصلات خارجية
- موقع وزارة الخارجية المنغولية